# راین‌هولدز (پنسیلوانیا)
راین‌هولدز (به انگلیسی: Reinholds) یک منطقهٔ مسکونی در ایالات متحده آمریکا است که در شهرستان لنکستر، پنسیلوانیا واقع شده‌است. راین‌هولدز ۱٬۸۰۳ نفر جمعیت دارد.